# Jakar
Jakar (Dzongkha: བྱ་ ཀར་;Wylie: Bya-kar) é uma pequena e animada cidade com abundância de restaurantes e lojas de artesanato localizada na região centro-leste do Butão. É a capital do Distrito de Bumthang e a localização de Jakar Dzong ou, em tradução, “Fortaleza do Pássaro Branco”. A cidade de Jakar é o principal centro administrativo do Distrito de Bumthang e fica localizada a 2800 metros de altitude. Sua área é conhecida como um bastião do budismo Vajrayana, em especial a tradição Nyingma. O nome da cidade é derivado da palavra bjakhab que significa “Pássaro Branco” em referência ao mito da fundação, segundo a lenda, um pássaro branco subiu de repente no ar e se instalou no pico de uma colina, sinalizando assim a localização adequada e auspiciosa para fundar um mosteiro por volta de 1549.
O conjunto de aldeias abaixo de Jakar Dzong são coletivamente conhecidas como Cidade de Jakar e tem uma população de cerca de 5.000 habitantes.

## Jakar Dzong
Jakar ou Jakar Yugyal Dzong, traduzido grosseiramente como “Fortaleza do pássaro branco” é o dzong do Distrito de Bumthang. Ele está localizado em um cume acima da cidade de Jakar, no Vale do Choekor no Distrito de Bumthang e foi construído em 1667. Jakar Dzong pode ser o maior dzong do Butão, com uma circunferência de mais de 1500 metros.  Uma característica especial do Dzong é a sua torre central com mais ou menos 50 metros de altura, que é diferente da maioria dos demais dzongs no Butão. Outra característica única do dzong é uma passagem murada com duas paredes paralelas, interligada por torres fortificadas descendo a colina até um manancial próximo, que deram à população da fortaleza acesso à água no caso de um cerco. O abastecimento de água protegida ainda está intacto até hoje.

## Budismo
Jakar é conhecida como o local de nascimento do budismo no Butão pois foi o primeiro lugar do país que Guru Rinpoche (também conhecido como Padmasambhava, padmakara ou Pema Jungne) visitou, e depois como governante da região se converteu ao budismo.